# قرض مرحلي
هو نوع من القروض قصيرة الأجل، تؤخذ عادة لفترة من أسبوعين حتى ثلاثة سنوات توقعا لظروف مناسبة لتمويل أكبر أو طويل الأجل. يدعى عادة قرضا تجسيريا في المملكة المتحدة، ويعرف باسم «قرض سد الثغرات»، وفي بعض التطبيقات يعرف باسم «القرض المتأرجح». يشيع استخدام مصطلح التمويل التجسيري في جنوب أفريقيا، لكنه يستخدم بمعنى أكثر محدودية مما هو شائع في مناطق أخرى.
القرض المرحلي عبارة عن تمويل مكمل أو مؤقت لشخص أو شركة حتى الانتقال إلى مرحلة قادمة أو ريثما يتم الحصول على تمويل دائم، وتستعمل نقود التمويل الجديد في سداد القرض المرحلي بالإضافة إلى حاجات إضافة العائد إلى الرصيد.
وتعد القروض المرحلية عادة أغلى من أنواع التمويل التقليدية، وذلك لتعويض عامل الخطورة الإضافية. فهذه القروض تكون عادة ذات معدل فائدة أعلى ونقاط أعلى (النقاط هي رسوم بشكل أساسي، حيث تساوي كل 1 نقطة 1% من قيمة القرض) وذات تكاليف أخرى تسدد في فترة أقصر، ورسوم متنوعة وغيرها من «المحليات» (مثل مشاركة المقرض في رأس المال في بعض القروض)؛ وقد يطلب المقرض أيضا ضمانات عينية متبادلة، ونسبة قيمة القرض إلى قيمة الشيء المرهون أقل. ومن ناحية أخرى فإن هذه القروض ترتب بسرعة عادة وتتطلب وثائق أقل نسبيا.

## العقارات
تستخدم القروض المرحلية عادة في عمليات شراء العقارات التجارية ولنقل الملكية السريع أو استرجاع العقار من الرهن أو الاستفادة من فرصة قصيرة الأجل لتأمين تمويل طويل الأجل. وتسدد القروض المرحلية على الملكية عادة عندما تباع الملكية أو عند إعادة تمويلها من مقرض تقليدي أو عند تحسن الجدارة الائتمانية للمقترض أو عند تحسن أو اكتمال الملكية أو عند وجود تحسينات محددة أو تغييرا يسمح بحدوث دورة تمويل رهني دائمة أو لاحقة، أما مسألة التوقيت فقد تعتمد على مراحل المشروع والحاجات النقدية المختلفة وحجوم المخاطرة بقدر اعتمادها على إمكانية تأمين التمويل.
يشبه القرض المرحلي ويتداخل مع قرض المال الثابت، فكلاهما قرضان ليسا معياريين يتم الحصول عليهما بسبب ظروف قصيرة الأمد أو استثنائية، والفرق أن المال الثابت يشير إلى مصدر إقراض، وغالبا شخص أو مجموعة استثمارية أو شركة خاصة ليست بنكا، في عمل قروض عالية الخطورة وعالية الفائدة؛ بينما القرض المرحلي قرض قصير الأجل «يسد الثغرة» بين القروض الأطول أجلا.

### الخصائص
يتم تقاضي 2-4 نقاط للفترات الاعتيادية التي تصل إلى 12 شهرا؛ ولا تتخطى نسبة القرض إلى المرهونات 65% للممتلكات التجارية أو 80% للمتملكات السكنية، اعتمادا على القيمة التخمينية.
يمكن أن يكون القرض المرحلي مغلقا بمعنى أنه يتوفر وفق إطار زمني محدد مسبقا، أو مفتوحا بحيث لا يوجد وقت سداد محدد (قد يكون هناك وقد سداد مطلوب بعد فترة محددة).
يتوفر عموما القرض المرحلي برهن من المرتبة الأولى بنسبة قرض إلى الرهن أعلى من الرهن من المرتبة الثانية نظرا لمستوى الخطورة الأقل، ويتجنب العديد من المقرضين في المملكة المتحدة الإقراض برهن من المرتبة الثانية بالمجمل.
قد تجلب نسب القرض إلى الرهن الأخفض أيضا معدلات أقل، وتمثل مجددا الحد الأخفض من مخاطر الضمان، رغم أن المصاريف المقدمة لإدارة القرض ورسوم المقرضين القانونية ودفعات التقييم قد تبقى ثابتة.

### أمثلة
- يتم الحصول على القرض المرحلي غالبا من قبل المطورين لتحقيق مشروع أثناء انتظار قبول الترخيص؛ ولعدم وجود ضمانة بحدوث المشروع، قد يكون القرض بفائدة مرتفعة ومن مصدر إقراض متخصص يقبل بالمخاطرة. وحالما يصبح المشروع مؤهلا بالكامل، يصبح مؤهلا للقروض من مصادر أكثر تقليدية بفائدة أقل، ولفترة أطول، وبمقدار أكبر؛ ومن ثم يمكن الحصول على قرض بناء لسداد القرض المرحلي وإكمال المشروع.[4]
- زبون يشتري مسكنا جديدا ويخطط للقيام بدفعة أولى من الإيرادات التي حصل عليها من بيع ما يملكه حاليا، لن تنقل ملكية البيت المملوك الحالي إلى ما بعد انتقال ملكية المسكن الجديد؛ يسمح القرض المرحلي للمشتري بأخذ أسهم من البيت الحالي واستخدامها كدفعة أولى للمسكن الجديد، مع استثناء أن المنزل الحالي سيتم نقل ملكيته ضمن إطار زمني قصير والقرض المرحلي سيعاد دفعه.
- يمكن استخدام القرض المرحلي من قبل شركة لضمان تشغيل مستمر سلس خلال وقت يكون فيه مثلا أحد الشركاء الكبار يريد المغادرة بينما يريد الطرف الآخر استمرار الشركة. يمكن أن يتم القرض المرحلي اعتمادا على قيمة ممتلكات الشركة التي تسمح بجمع التمويل عبر مصادر أخرى مثل شراء مستثمرين خارجيين لحصة مسيطرة في الشركة مع تنصيب إدارة جديدة.
- قد تعرض ملكية ما بحسم إذا كان يمكن للشاري أن يكمل تكاليف القرض المرحلي قصير الأمد المستخدم للإكمال بسرعة من خلال بدل الحسم. وفي عمليات شراء الممتلكات بالمزاد التي يكون فيها لدى المشتري 14-28 يوما فقط لإكمال الإقراض طويل الأجل كقرض رهني لشراء ملكية بقصد إيجارها، قد لا يكون عمليا ضمن الإطار الزمني في حين يكون القرض المرحلي عمليا.

## تمويل الشركات
تستخدم القروض المرحلية في رأس مال المخاطر وطرق تمويل الشركات الأخرى لعدة غايات:
- لضخ كميات قليلة من النقد لدعم شركة بحيث لا ينفد لديها المال النقدي بين تمويلات صافي الأصول الخاصة المتعاقبة.[5]
- لدعم الشركات المتعرضة لأزمة أثناء البحث عن مستحوذ أو مستثمر أكبر (ينال المقرض في مثل هذه الحالة حصة أكبر من الأسهم ذات العلاقة بالقرض)
- كآخر تمويل مستدان لدعم الشركة خلال الفترة المباشرة قبل العرض العام الأولي أو الاستحواذ.

## جنوب أفريقيا
يتم نقل الملكية العقارية وفق قانون جنوب أفريقيا من خلال نظام تسجيل في أمانات عامة تسمى مكاتب العقود. وبالنظر إلى التأخيرات الناتجة عن عملية النقل، يطلب العديد من الذين يقومون بانتقالات الملكية توفير الأموال، وإلا ستصبح متوفرة في اليوم الذي تسجل فيه عملية النقل في مكتب عقود مختص.
توفر شركات التمويل بالقروض المرحلية تمويلا يشكل جسرا بين حاجة المقترض الملحة لسيولة نقدية والاستحقاق النهائي للأموال عند التسجيل في مكتب العقود، ولا توفر البنوك عادة التمويل للقروض المرحلية.
وتتوفر أشكال مختلفة من التمويل الجسري هذا ويعتمد على الشريك في العقار الذي يحتاج تمويلا؛ يمكن لباعة العقار الثابت جسر إيرادات المبيعات، ويمكن وكلاء العقارات من جسر عمولاتهم، ويمكن آخذي القروض الرهنية من جسر إيرادات سندات أعلى أو سندات إبدال. كما يتوفر التمويل الجسري لتسديد ضرائب عالقة على العقار أو حسابات بلدية أو دفع رسوم النقل.

## المملكة المتحدة

### التاريخ
كان التمويل قصير الأجل الشبيه بالقروض المرحلية متوفرا في المملكة المتحدة منذ بداية الستينيات، لكنه كان غالبا عبر المصارف الكبيرة وجمعيات البناء إلى زبائن معروفين. وبقي سوق القروض المرحلية صغيرا في بداية الألفية الثانية مع عدد محدود من المقرضين.
زاد شيوع القروض المرحلية في المملكة المتحدة بعد الانحسار الاقتصادي العالمي عامي 2008، 2009، مع إقراض إجمالي أكثر من الضعف من 0.8 مليار جنيه استرليني في السنة حتى آذار 2011حتى 2.2مليار في السنة حتى عام 2014. وتصادف هذا مع انخفاض ملحوظ في إقراض القروض الرهنية السائد في ذات الفترة، حيث زاد تمنع المصارف وجمعيات البناء عن منح القروض المنزلية.
كانت القيمة الإجمالية لكميات القروض السكنية المستحقة في الربع الأول من عام 2016 تساوي 1304 مليار جنيه إسترليني، بزيادة قدرها 1.0% عن الربع الرابع من عام 2015 وزيادة قدرها 3.4% عن الأرباع الأربعة السابقة.
وبسبب زيادة شعبية القروض المرحلية، وزيادة الجدل حولها. حذرت إدارة الخدمات المالية في عام 2011 مشتري المنازل من استخدام القروض المرحلية كبديل عن القروض الرهنية التقليدية، معبرة عن مخاوف بأن بعض سماسرة القروض لربما يسيؤون توضيح ملاءمتها.

### الاستخدام
تستخدم القروض المرحلية في المملكة المتحدة في الشركات وفي العقارات. تستخدم في الشركات لتحرير صافي الأصول لتعزيز السيولة النقدية. وفي العقارات تستخدمها شركات نقل البيوت لكسر قيود الملكية بتوفير مصدر قصير الأجل للتمويل عند وجود تأخير بين تواريخ البيع والإكمال، ومن قبل المشترين المزايدين في مزادات العقارات ومن قبل المالكين ومطوري العقارات لتأمين تمويل التحديثات من أجل البيع السريع أو لترميم عقار يعتبر غير صالح للسكن قبل الحصول على قرض تمويل عادي.

### الخصائص
يمكن تأمين القروض المرحلية كرهن من المرتبة الأولى على الممتلكات الثابتة، بما فيها العقارات التجارية، والعقارات المشتراة لتأجيرها، والعقارات المهدمة أو قطع الأرض ومقاسم البناء. تستمر مدة سداد القرض عادة حتى 18 شهرا مع فائدة مركبة شهرية، وبهذا فهي أغلى من غيرها من القروض المنزلية المؤمنة.
تعرف القروض المرحلية بكونها إما مفتوحة أو مغلقة، ويكون القرض مغلقا إذا كان لدى المقترض جدول تسديد واضح ومعقول أو إستراتيجية خروج بدلا منها، مثل بيع ضمان القرض أو التمويل طويل الأجل. أما القروض المرحلية المفتوحة أكثر مخاطرة للمقترض والمقرض نظرا لاحتمال عدم القدرة على الدفع.

### التنظيم
تعتبر القروض المرحلية المؤمنة برهن من المرتبة الأولى على عقار يقطن فيه المقترض أو فرد قريب من العائلة عقود قروض رهن منظمة، ولذا تنظمها هيئة السلوك المالي. أما القروض المرحلية المعطاة للمالكين والمطورين العقاريين عموما غير منظمة، ولكن إذا كان شاغل العقار المؤجر الذي تم تأمين القرض به أو إن كان فردا قريبا من العائلة، فإن قوانين هيئة السلوك المالي ستطبق.
وهناك حاليا استثناء موجود في حالة العقارات مختلطة الاستخدامات، حيث سيشغل المقترض أو نسيب قريب له أقل من 40% من العقار. في آذار 2016، سيتوجب على المملكة المتحدة أن تحاذي قوانينها مع القوانين الأوروبية، تحت توجيهات الاعتماد العقاري لعموم أوروبا، ولأنها لا تعترف بعتبات الاستخدام عند تحديد عقد منظم، فمن غير الواضح الآن إذا كانت قاعدة الأربعين في المئة سيستمر تطبيقها.